# (666) Desdémona
(666) Desdémona es un asteroide perteneciente al cinturón de asteroides descubierto el 23 de julio de 1908 por August Kopff desde el observatorio de Heidelberg-Königstuhl, Alemania.
Está nombrado por Desdémona, esposa de Otelo en la tragedia de este nombre de William Shakespeare.